# Relazioni bilaterali tra Italia e Bangladesh
Le relazioni bilaterali tra Italia e Bangladesh fanno riferimento ai rapporti diplomatici fra la Repubblica Italiana e la Repubblica Popolare del Bangladesh. L'Italia ha un'ambasciata a Dacca, il Bangladesh ha un'ambasciata a Roma e un'altra a Milano.

## Storia
Le prime relazioni ufficiali furono stabilite nel 1972. Nel 1974 l'Italia fu una delle nazioni che spinsero per l'ingresso del Bangladesh nelle Nazioni Unite. Il Primo ministro bengalese Sheikh Hasina visitò l'Italia nel 2014.

## Cooperazione scientifica e tecnologica
Nel 2000, Italia e Bangladesh firmaron un accordo sulla "Cooperazione scientifica e tecnologica". In base a questo accordo, i due paesi si sono scambiati scienziati, ricercatori e tecnici, garantendo loro delle borse di studio. In media l'Italia ha accolto 25 ricercatori bengalesi all'anno, impiegati presso il Centro internazionale di fisica teorica "Abdus Salam" di Trieste.

## Relazioni economiche
Italia e Bangladesh hanno istituito la IBCCI, Camera di Commercio e Industria italo-bengalese, per incrementare i rapporti economici bilaterali. Tra il 2000 e il 2006, i commerci tra i due paesi sono aumentati del 200%. Nel 2012, i rapporti commerciali bilaterali ammontavano a 1.286 miliardi di dollari, di cui 1.036 miliardi composti da esportazioni bengalesi in Italia. I principali prodotti importati in Italia dal Bangladesh sono prodotti alimentari surgelati, prodotti agricoli, tè, pelli, juta grezza e lavorata e indumenti. Le esportazioni italiane in Bangladesh riguardano invece articoli di elettronica, veicoli, aeromobili ed equipaggiamento per navi e veicoli di trasporto pubblico.

## Diaspora bengalese in Italia
Nel 2011 in Italia vivevano circa 82.000 bengalesi.